# Microsoft Kids
Microsoft Kids era una divisione della Microsoft che produceva software educativi destinati ai bambini negli anni novanta. I prodotti della divisione erano caratterizzati da un personaggio con la pelle blu chiamato McZee; questo personaggio indossa abiti stravaganti e si propone di portare i bambini nella città finzionale di Imaginopolis, dove ogni edificio è un'interfaccia di una differente parte del software. Era accompagnato da un compagno differente per ogni prodotto della divisione. 

## Alcuni software prodotti
- Creative Writer
- Fine Artist
- 3D Movie Maker